# Горюнов, Сергей Иванович
Серѓей Ива́нович Горюно́в (1902 — 1942) — советский сотрудник органов охраны правопорядка, старший майор милиции, полковой комиссар (1940).

## Биография
01.01.1935 назначен старшим руководителем социально-экономического цикла (КП-8) учебного отдела 1 пограничной школы им. Ворошилова. Gреподаватель социально-экономического цикла Ново-Петергофского военного училища пограничной и внутренней охраны им. К.Е. Ворошилова
05.05.1935 назначен старшим руководителем социально-экономического цикла (КП-9) 1 пограничной школы им. Ворошилова.
31.05.1936 присвоено звание батальонного комиссара.
28.06.1937 назначен старшим руководителем социально-экономического цикла Ново-Петергофского военного училища пограничной и внутренней охраны им. К.Е. Ворошилова.
13.03.1940 присвоено звание старшего майора милиции.
Начальник политического отдела Главного управления рабоче-крестьянской милиции НКВД СССР. 
Был военкомом Грозненского пехотного училища.
Погиб в Сталинградской битве.

### Звания
- полковой комиссар[7];
- старший майор милиции, 13 марта 1940[8].

### Награды
- знак «Почётный работник РКМ».